# Цін-лун

Лазуровий дракон на національній емблемі Китаю, 1913—1928

Цін-лун (青龍 Qīnglóng, лазуровий дракон) — один з чотирьох образів у китайських сузір'ях. Також відомий як синьо-зелений дракон або зелений дракон. Є астрологічним аналогом одного з лун-ван, богів-драконів, що уособлювали хтонічні сили п'яти божественних форм (五方上帝 Wǔfāng Shàngdì) — у цій іпостасі він відомий як «Король-дракон Східного моря» (東海龍王 Dōnghǎi Lóngwáng) Ао Куанг. Лазуровий дракон уособлює схід і весну. Він відомий як Seiryu в Японії і Cheongnyong в Кореї.
Його поява завжди вважалася ознакою дивовижних змін в житті. Зображення Цін-Луна приносило багатство і процвітання у будинок.

## Сім домів Лазурового дракону
Так само як й інші три символи, Лазуровий дракон містить в собі сім домів, тобто, ділянок неба, через які проходить Місяць. Їхні назви і головні зірки є такими:
| Номер дому | Назва (піньїнь) | Переклад | Головна зірка |
| ---------- | --------------- | -------- | ------------- |
| 1          | 角 (Jiăo)       | Ріг      | Спіка         |
| 2          | 亢 (Kàng)       | Шия      | κ Діви        |
| 3          | 氐 (Dĭ)         | Корінь   | α Терезів     |
| 4          | 房 (Fáng)       | Кімната  | π Скорпіона   |
| 5          | 心 (Xīn)        | Серце    | σ Скорпіона   |
| 6          | 尾 (Wěi)        | Хвіст    | μ Скорпіона   |
| 7          | 箕 (Jī)         | Віялка   | γ Стрільця    |

## Зображення в культурі

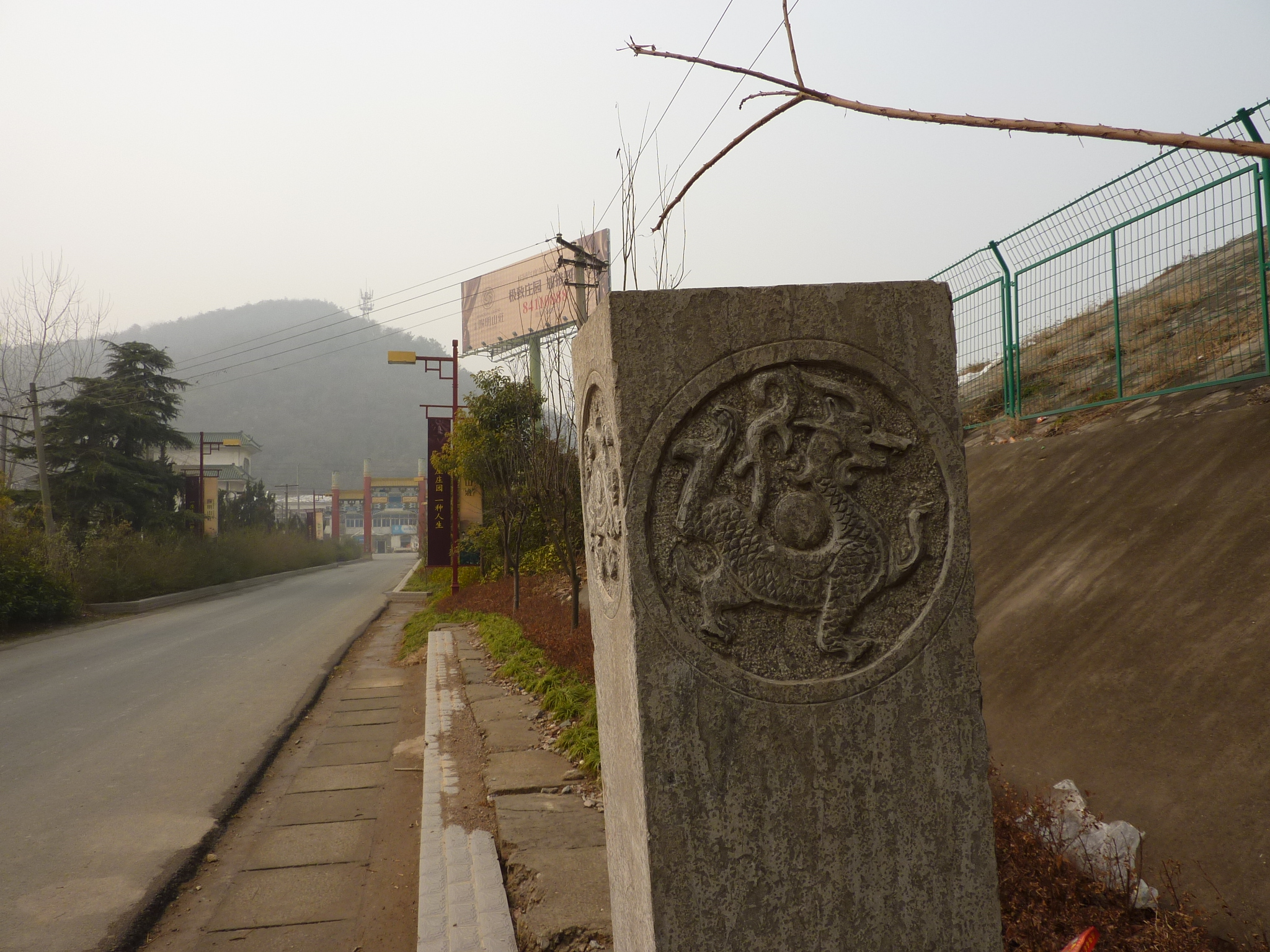
Лазуровий дракон на придорожньому камені біля Яншанського кар'єру

У повісті Shuo Tang Yanyi (Казки династії Тан), одна з зірок Білого тигру реінкарнувалася в генерала Луо Ченга (羅成 / 罗成), що служив імператору династії Тан Тай-цзуну, а одна з зірок Лазурового дракону реінкарнувалася в генерала Шань Сюньсіня ([單雄信] Помилка: {{Lang}}: невпізнаний код мови: zh-t (допомога) / 单雄信), що служив Ван Шичуну (повсталий генерал династії Суй). Після смерті, душі цих генералів втілюються у різних героїв держави Тан і Когурьо, таких як Сюе Женьгуй ([薛仁貴] Помилка: {{Lang}}: невпізнаний код мови: zh-t (допомога) / 薛仁贵) і Ен Кесомун ([淵蓋蘇文] Помилка: {{Lang}}: невпізнаний код мови: zh-t (допомога)).
Дракон був зображений на національному прапорі Китаю при династії Цін, у 1862—1912, а також на 12-символьній національній емблемі з 1913 по 1928 рік.

## Вплив на інші культури Східної Азії

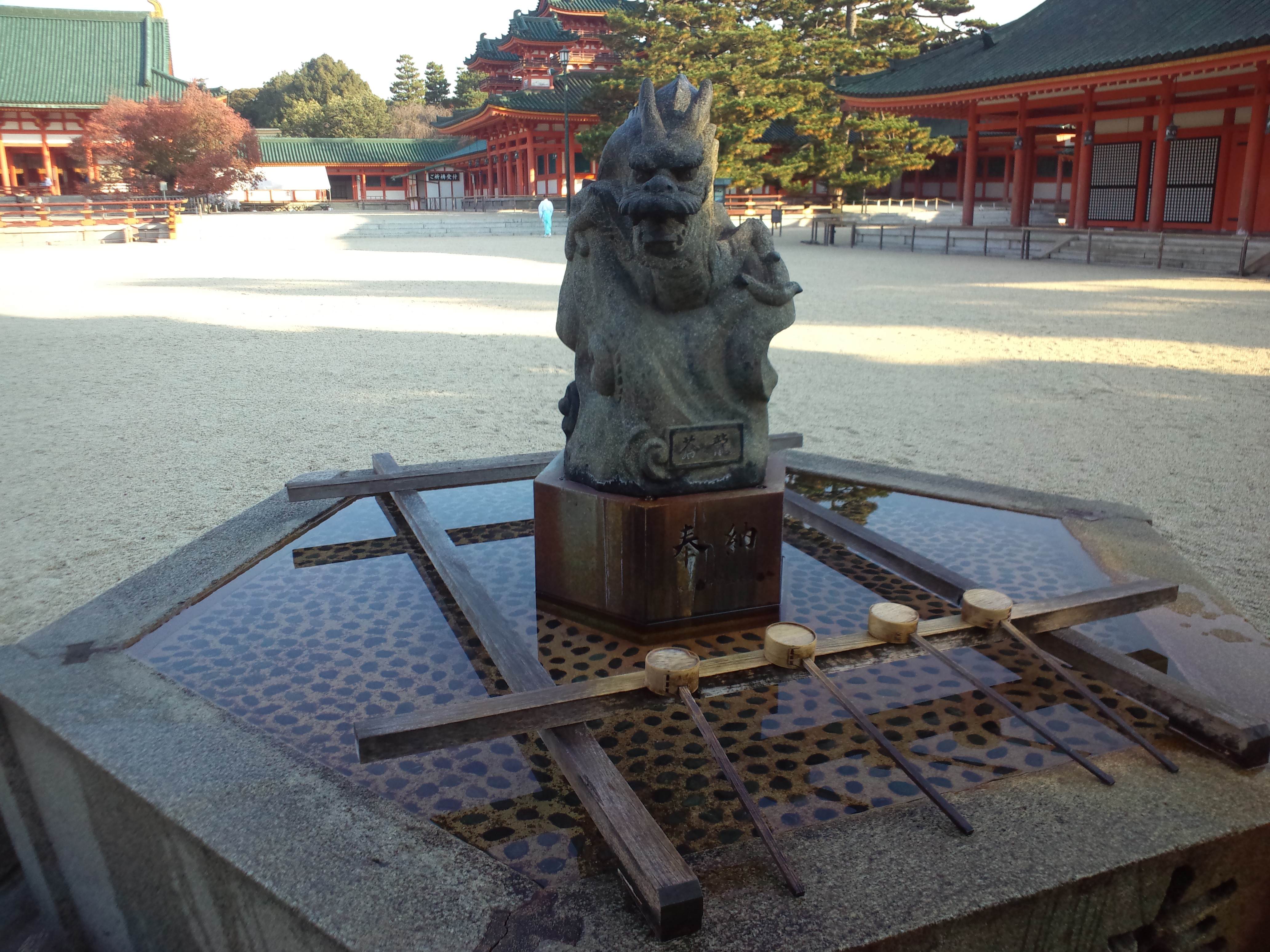
Лазуровий дракон на фонтані для вмивання у синтоїстському храмі Хейан у Кіото, Японія

У Японії, синьо-зелений дракон — один з чотирьох духів-захисників, що охороняють Кіото. Дракон охороняє місто зі сходу.
У Кіото існують святилища, присвячені кожному з духів захисників. Лазуровий дракон представлений у монастирі Кійомідзу у східній частині міста. Перед входом до монастиря знаходиться статуя дракона, яка, за легендою, вночі п'є з водоспаду, що знаходиться на території комплексу.
У кофуні Кітора, знайденому в 1983 році в селищі Асука, духи захисники були намальовані на стінах, а система сузірь — на підлозі. Кітора була створена приблизно у восьмому столітті нашої ери, і є однією з найдавніших згадок про чотирьох захисників.
В Кореї, фрески у похованнях Когурьо, знайденні у південній провінції Пхьонан, зображують Лазурового дракона і інших міфічних істот з чотирьох символів.